# Futbol'nyj Klub Zenit Sankt-Peterburg 2011-2012
Questa voce raccoglie le informazioni riguardanti il Futbol'nyj Klub Zenit Sankt-Peterburg nelle competizioni ufficiali della stagione 2011-2012.

## Rosa
| N. |                       | Ruolo | Calciatore                   |
| -- | --------------------- | ----- | ---------------------------- |
| 2  | Russia (bandiera)     | D     | Aleksandr Anjukov (capitano) |
| 3  | Portogallo (bandiera) | D     | Bruno Alves                  |
| 4  | Italia (bandiera)     | D     | Domenico Criscito            |
| 6  | Belgio (bandiera)     | D     | Nicolas Lombaerts            |
| 8  | Serbia (bandiera)     | A     | Danko Lazović                |
| 9  | Russia (bandiera)     | A     | Aleksandr Bucharov           |
| 10 | Portogallo (bandiera) | C     | Danny                        |
| 11 | Russia (bandiera)     | A     | Aleksandr Keržakov           |
| 14 | Slovacchia (bandiera) | D     | Tomáš Hubočan                |
| 15 | Russia (bandiera)     | C     | Roman Širokov                |
| 16 | Russia (bandiera)     | P     | Vjačeslav Malafeev           |
| 17 | Italia (bandiera)     | C     | Alessandro Rosina            |

| N. |                        | Ruolo | Calciatore          |
| -- | ---------------------- | ----- | ------------------- |
| 18 | Russia (bandiera)      | C     | Konstantin Zyrjanov |
| 20 | Russia (bandiera)      | C     | Viktor Fajzulin     |
| 22 | Russia (bandiera)      | P     | Dmitrij Borodin     |
| 23 | Ungheria (bandiera)    | C     | Szabolcs Huszti     |
| 24 | Serbia (bandiera)      | D     | Aleksandar Luković  |
| 25 | Russia (bandiera)      | C     | Sergej Semak        |
| 27 | Russia (bandiera)      | C     | Igor' Denisov       |
| 29 | Russia (bandiera)      | C     | Andrej Aršavin      |
| 30 | Bielorussia (bandiera) | P     | Jury Žaŭnoŭ         |
| 34 | Russia (bandiera)      | C     | Vladimir Bystrov    |
| 99 | Russia (bandiera)      | A     | Maxim Kanunnikov    |

## Risultati

### Campionato

#### Stagione regolare
| Groznyj 13 marzo 2011 1ª giornata | Terek Groznyj | 0 – 1 referto | Zenit San Pietroburgo | Stadio Sultan Bilimkhanov |

| San Pietroburgo 21 marzo 2011 2ª giornata | Zenit San Pietroburgo | 2 – 0 referto | Anži | Stadio Petrovskij |

| Nal'čik 3 aprile 2011 3ª giornata | Spartak-Nal'čik | 2 – 2 referto | Zenit San Pietroburgo | Respublikanskij stadion Spartak |

| San Pietroburgo 10 aprile 2011 4ª giornata | Zenit San Pietroburgo | 1 – 1 referto | CSKA Mosca | Stadio Petrovskij |

| Perm' 17 aprile 2011 5ª giornata | Amkar Perm' | 1 – 3 referto | Zenit San Pietroburgo | Stadio Zvezda |

| San Pietroburgo 24 aprile 2011 6ª giornata | Zenit San Pietroburgo | 3 – 0 referto | Kryl'ja Sovetov Samara | Stadio Petrovskij |

| Krasnodar 1º maggio 2011 7ª giornata | Krasnodar | 0 – 0 referto | Zenit San Pietroburgo | Stadio Kuban' |

| San Pietroburgo 8 maggio 2011 8ª giornata | Zenit San Pietroburgo | 1 – 1 referto | Lokomotiv Mosca | Stadio Petrovskij |

| San Pietroburgo 15 maggio 2011 9ª giornata | Zenit San Pietroburgo | 2 – 2 referto | Rubin | Stadio Petrovskij |

| Tomsk 21 maggio 2011 10ª giornata | Tom' Tomsk | 2 – 1 referto | Zenit San Pietroburgo | Trud Stadium |

| San Pietroburgo 29 maggio 2011 11ª giornata | Zenit San Pietroburgo | 3 – 0 referto | Spartak Mosca | Stadio Petrovskij |

| Chimki 10 giugno 2011 12ª giornata | Dinamo Mosca | 1 – 1 referto | Zenit San Pietroburgo | Arena Chimki |

| San Pietroburgo 14 giugno 2011 13ª giornata | Zenit San Pietroburgo | 4 – 0 referto | Rostov | Stadio Petrovskij |

| Nižnij Novgorod 18 giugno 2011 14ª giornata | Volga Nižnij Novgorod | 0 – 2 referto | Zenit San Pietroburgo | Stadio Lokomotiv |

| San Pietroburgo 22 giugno 2011 15ª giornata | Zenit San Pietroburgo | 1 – 0 referto | Kuban' | Stadio Petrovskij |

| San Pietroburgo 26 giugno 2011 16ª giornata | Zenit San Pietroburgo | 0 – 0 referto | Terek Groznyj | Stadio Petrovskij |

| Machačkala 24 luglio 2011 17ª giornata | Anži | 0 – 1 referto | Zenit San Pietroburgo | Stadio Dinamo |

| San Pietroburgo 31 luglio 2011 18ª giornata | Zenit San Pietroburgo | 1 – 0 referto | Spartak-Nal'čik | Stadio Petrovskij |

| Chimki 6 agosto 2011 19ª giornata | CSKA Mosca | 0 – 2 referto | Zenit San Pietroburgo | Arena Chimki |

| San Pietroburgo 14 agosto 2011 20ª giornata | Zenit San Pietroburgo | 1 – 1 referto | Amkar Perm' | Stadio Petrovskij |

| Samara 20 agosto 2011 21ª giornata | Kryl'ja Sovetov Samara | 2 – 5 referto | Zenit San Pietroburgo | Stadio Metallurg (Samara) |

| San Pietroburgo 28 agosto 2011 22ª giornata | Zenit San Pietroburgo | 5 – 0 referto | Krasnodar | Stadio Petrovskij |

| Mosca 10 settembre 2011 23ª giornata | Lokomotiv Mosca | 4 – 2 referto | Zenit San Pietroburgo | Stadio Lokomotiv |

| Kazan' 18 settembre 2011 24ª giornata | Rubin | 2 – 3 referto | Zenit San Pietroburgo | Stadio Centrale di Kazan' |

| San Pietroburgo 24 settembre 2011 25ª giornata | Zenit San Pietroburgo | 4 – 0 referto | Tom' Tomsk | Stadio Petrovskij |

| Mosca 2 ottobre 2011 26ª giornata | Spartak Mosca | 2 – 2 referto | Zenit San Pietroburgo | Stadio Lužniki |

| San Pietroburgo 15 ottobre 2011 27ª giornata | Zenit San Pietroburgo | 0 – 0 referto | Dinamo Mosca | Stadio Petrovskij |

| Rostov sul Don 23 ottobre 2011 28ª giornata | Rostov | 1 – 3 referto | Zenit San Pietroburgo | Stadio Olimp-2 |

| San Pietroburgo 27 ottobre 2011 29ª giornata | Zenit San Pietroburgo | 3 – 0 referto | Volga Nižnij Novgorod | Stadio Petrovskij |

| Krasnodar 6 novembre 2011 30ª giornata | Kuban' | 1 – 1 referto | Zenit San Pietroburgo | Stadio Kuban' |

#### Poule campionato
| San Pietroburgo 18 novembre 2011 31ª giornata | Zenit San Pietroburgo | 0 – 0 referto | Anži | Stadio Petrovskij |

| San Pietroburgo 27 novembre 2011 32ª giornata | Zenit San Pietroburgo | 2 – 1 referto | Lokomotiv Mosca | Stadio Petrovskij |

| Chimki 3 marzo 2012 33ª giornata | CSKA Mosca | 2 – 2 referto | Zenit San Pietroburgo | Arena Chimki |

| San Pietroburgo 11 marzo 2012 34ª giornata | Zenit San Pietroburgo | 1 – 0 referto | Kuban' | Stadio Petrovskij |

| Chimki 16 marzo 2012 35ª giornata | Dinamo Mosca | 1 – 5 referto | Zenit San Pietroburgo | Arena Chimki |

| San Pietroburgo 25 marzo 2012 36ª giornata | Zenit San Pietroburgo | 1 – 1 referto | Rubin | Stadio Petrovskij |

| Mosca 31 marzo 2012 37ª giornata | Spartak Mosca | 1 – 2 referto | Zenit San Pietroburgo | Stadio Lužniki |

| Mosca 7 aprile 2012 38ª giornata | Lokomotiv Mosca | 0 – 1 referto | Zenit San Pietroburgo | Stadio Lokomotiv |

| San Pietroburgo 14 aprile 2012 39ª giornata | Zenit San Pietroburgo | 2 – 0 referto | CSKA Mosca | Stadio Petrovskij |

| Krasnodar 21 aprile 2012 40ª giornata | Kuban' | 2 – 2 referto | Zenit San Pietroburgo | Stadio Kuban' |

| San Pietroburgo 28 aprile 2012 41ª giornata | Zenit San Pietroburgo | 2 – 1 referto | Dinamo Mosca | Stadio Petrovskij |

| Kazan' 2 maggio 2012 42ª giornata | Rubin | 2 – 2 referto | Zenit San Pietroburgo | Stadio Centrale di Kazan' |

| San Pietroburgo 6 maggio 2012 43ª giornata | Zenit San Pietroburgo | 2 – 3 referto | Spartak Mosca | Stadio Petrovskij |

| Machačkala 13 maggio 2012 44ª giornata | Anži | 0 – 2 referto | Zenit San Pietroburgo | Stadio Dinamo |

### Coppa di Russia
| Arbitro: | Al'mir Kajumov (Mosca) |

|                              |           |                                    |
| Navalovsk'i 38’ Voronkin 80’ | Marcatori | 7’ Danny 16’ Fajzulin 67’ Bucharov |

| Arbitro: | Vitalij Meškov (Dmitrov) |

|                                     |           |  |
| Bucharov 18’ Muchutdinov 44’ (aut.) | Marcatori |  |

| Arbitro: | Aleksandr Anatol'evič Egorov (Saransk) |

|  |           |               |
|  | Marcatori | 73’ Misimović |

### Champions League
| Arbitro: | Iturralde González |

|                        |           |              |
| Manduca 73’ Aílton 75’ | Marcatori | 63’ Zyrjanov |

| Arbitro: | Webb |

|                            |           |                     |
| Širokov 20’, 63’ Danny 72’ | Marcatori | 10’ James Rodríguez |

| Arbitro: | De Bleeckere |

|                                |           |                           |
| Willian 15’ Luiz Adriano 45+1’ | Marcatori | 33’ Shirokov 60’ Fayzulin |

| Arbitro: | Lannoy |

|                 |           |  |
| Lombaerts 45+1’ | Marcatori |  |

| San Pietroburgo 23 novembre 2011, ore 18:00 CET Gruppo G - Quinta giornata | Zenit San Pietroburgo | 0 – 0 referto | APOEL | Petrovskij Stadion\| Arbitro: \| Brych \| |
| Arbitro:                                                                   | Brych                 |               |       |                                           |

| Porto 6 dicembre 2011, ore 20:45 CET | Porto            | 0 – 0 referto | Zenit San Pietroburgo | Estádio do Dragão\| Arbitro: \| Velasco Carballo \| |
| Arbitro:                             | Velasco Carballo |               |                       |                                                     |

| Arbitro: | Eriksson |

|                            |           |                                    |
| Širokov 27’, 88’ Semak 71’ | Marcatori | 20’ Maxi Pereira 87’ Óscar Cardozo |

| Arbitro: | Webb |

|                                          |           |  |
| Maxi Pereira 45+1’ Nélson Oliveira 90+3’ | Marcatori |  |